# Evangelische Kirche (Kempfeld)

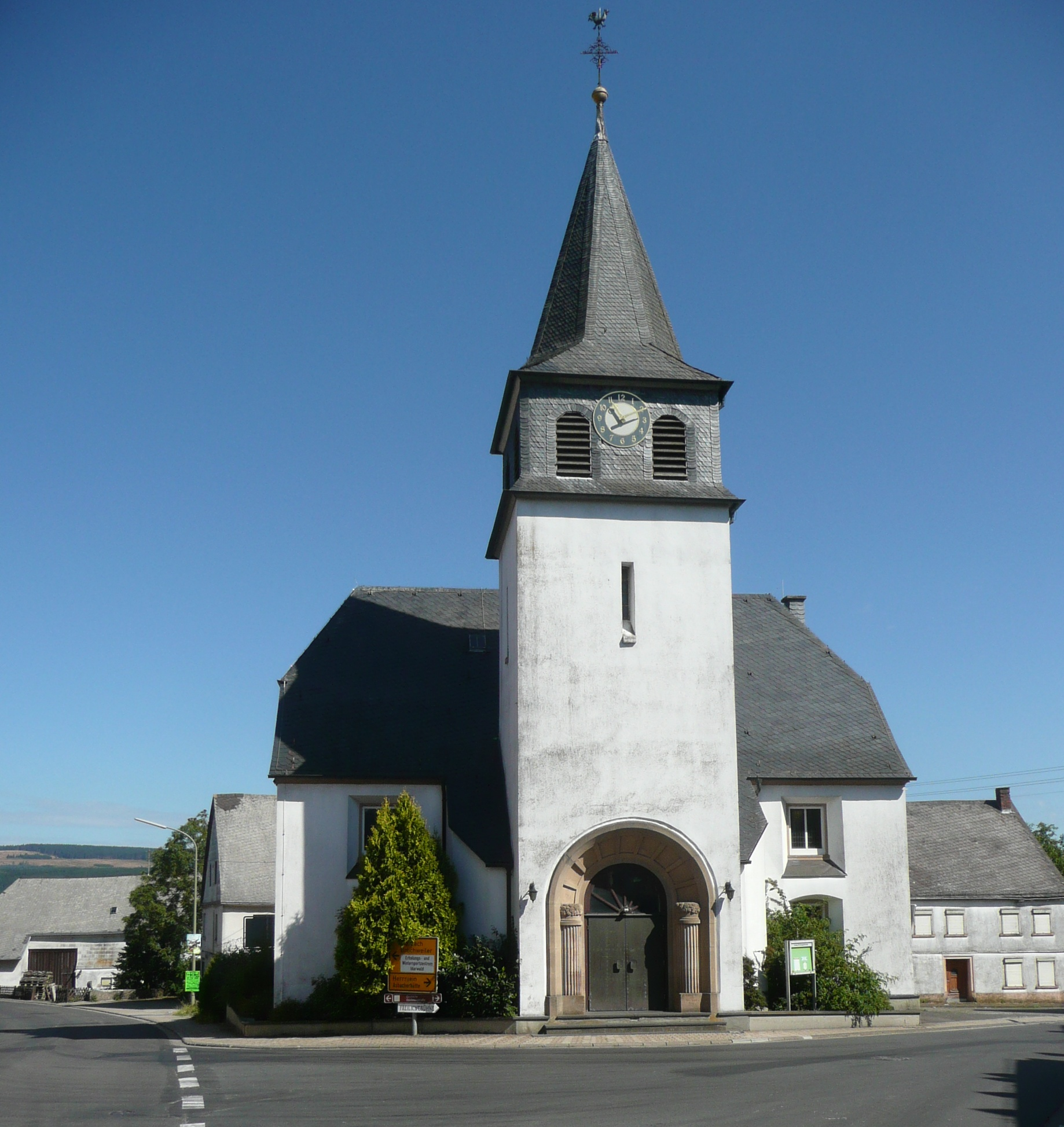
Kirche von außen

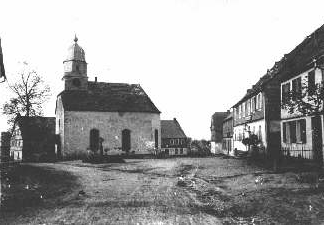
Alte Kirche vor dem Brand

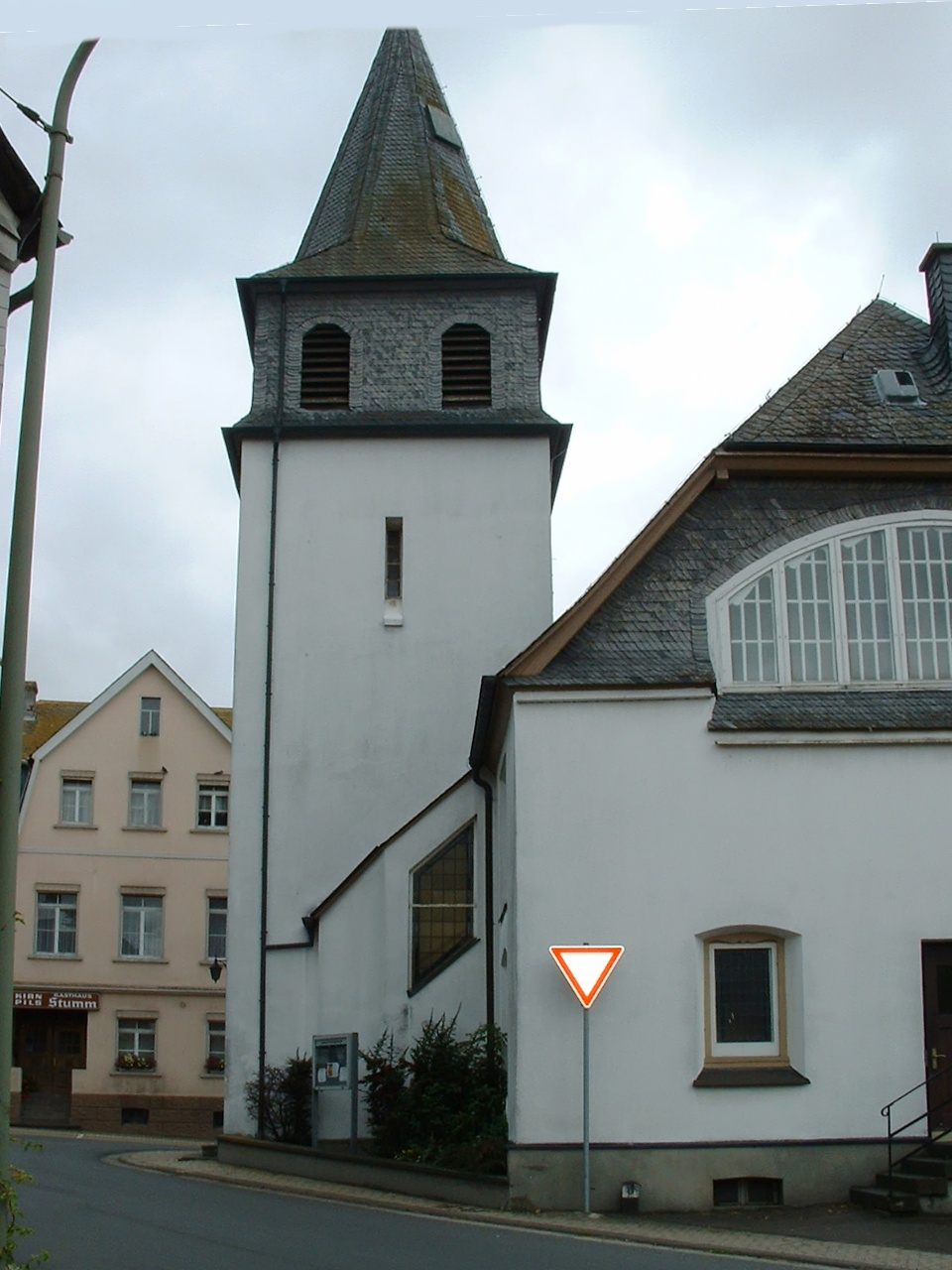
Kirche von Osten

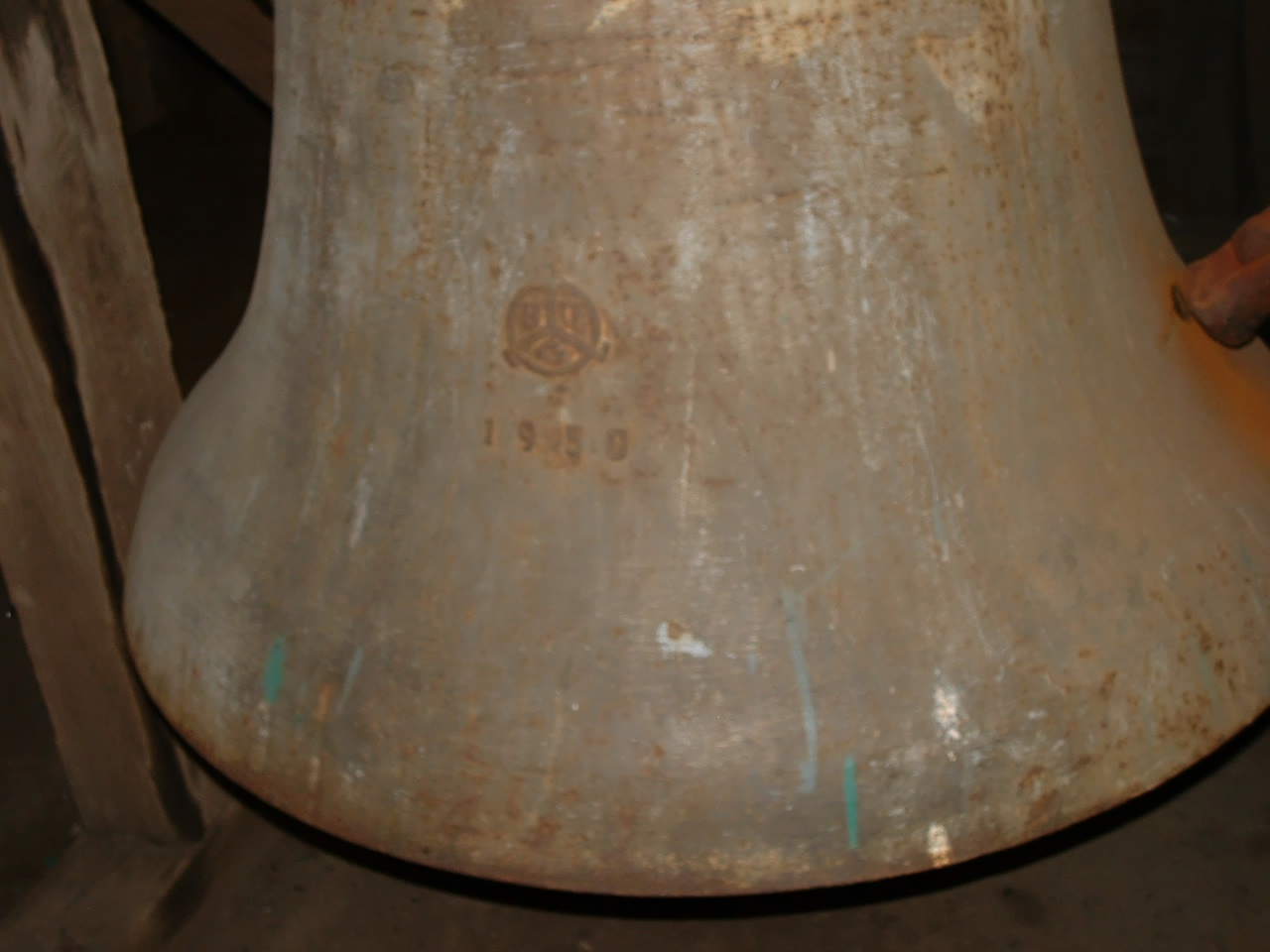
Glocke

Die Evangelische Kirche Kempfeld ist die evangelische Kirche in Kempfeld im Landkreis Birkenfeld, Rheinland-Pfalz. Sie gehört zur evangelischen Kirchengemeinde Schauren-Kempfeld-Bruchweiler im Kirchenkreis Trier der Evangelischen Kirche im Rheinland.

## Geschichte

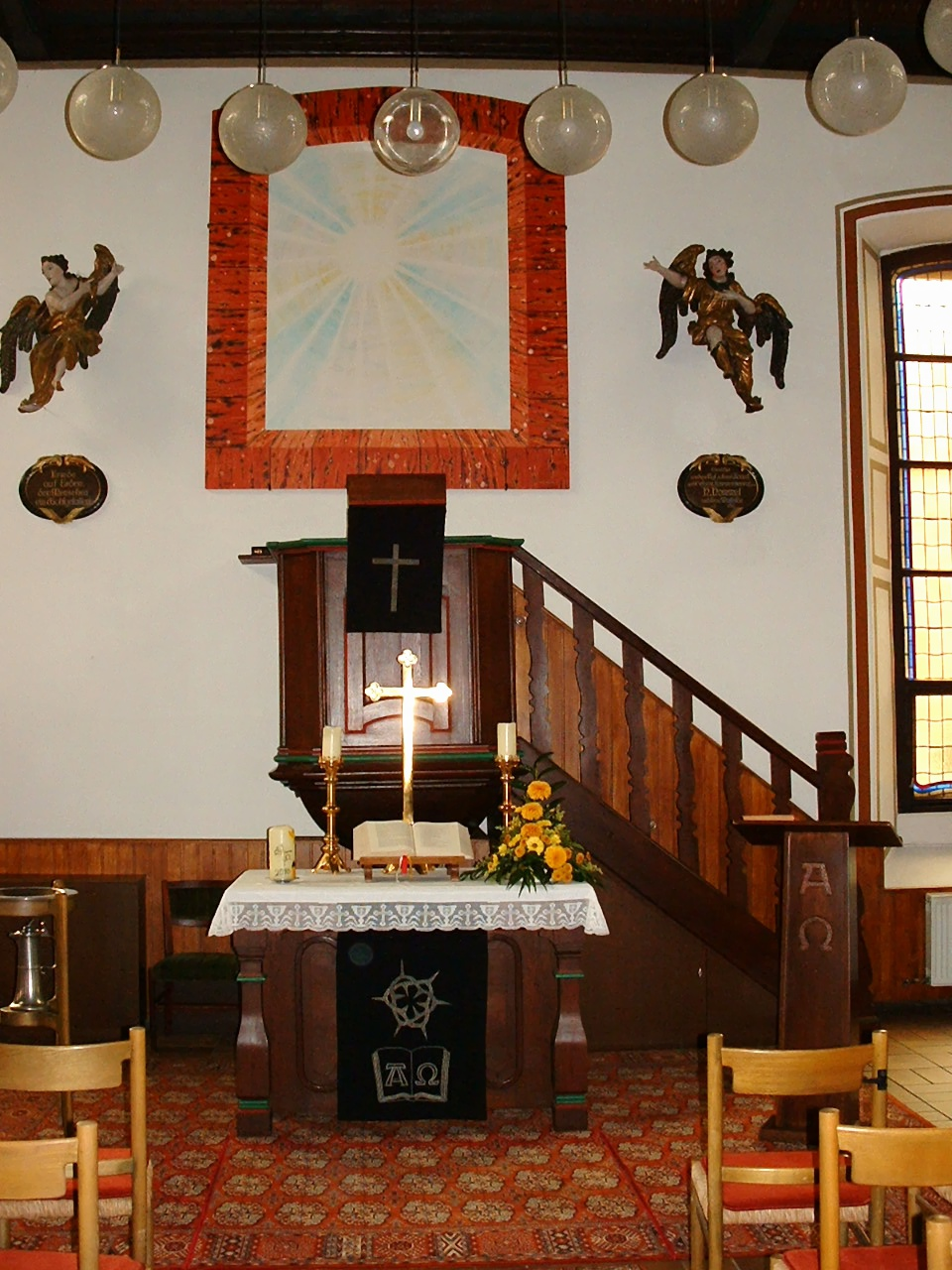
Kanzel und Altar

Der Ort Kempfeld war zu Beginn des 13. Jahrhunderts ein Lehen des Trierer Reichsabtei St. Maximin an den Dauner Wildgrafen. Die Filialkapelle ist 1529 erstmals erwähnt. Sie war zu diesem Zeitpunkt eine Filiale der Pfarrei Veitsrodt, später gehörte sie zur Pfarrei Sensweiler, seit 1756 war sie eine eigenständige Pfarrei, von 1817 bis 1819 war sie mit Hottenbach verbunden. Im 18. Jahrhundert wurde ein mit der Kirche in Schauren vergleichbares Gotteshaus errichtet. In der französischen Zeit war von 1804 bis 1811 der ebenso geniale wie exzentrische Friedrich Christian Laukhard Pfarrer in Veitsrodt und Kempfeld. Aus dieser Zeit stammt folgende Eintragung im Hottenbacher Kirchenbuch: Am 08.03.1811 in Kempfeld einen Mann aus Wirschweiler mit seiner Braut aus Kempfeld getraut, da Pfarrer Schneegans von Wirschweiler-Allenbach noch nicht ordiniert und Kempfeld sich in einem förmlichen Accord von Pfarrer Laukhard losgesagt.
Am 25. August 1911 beim großen Dorfbrand brannte die Kirche zusammen mit dem größten Teil des Ortes ab.

## Architektur und Ausstattung

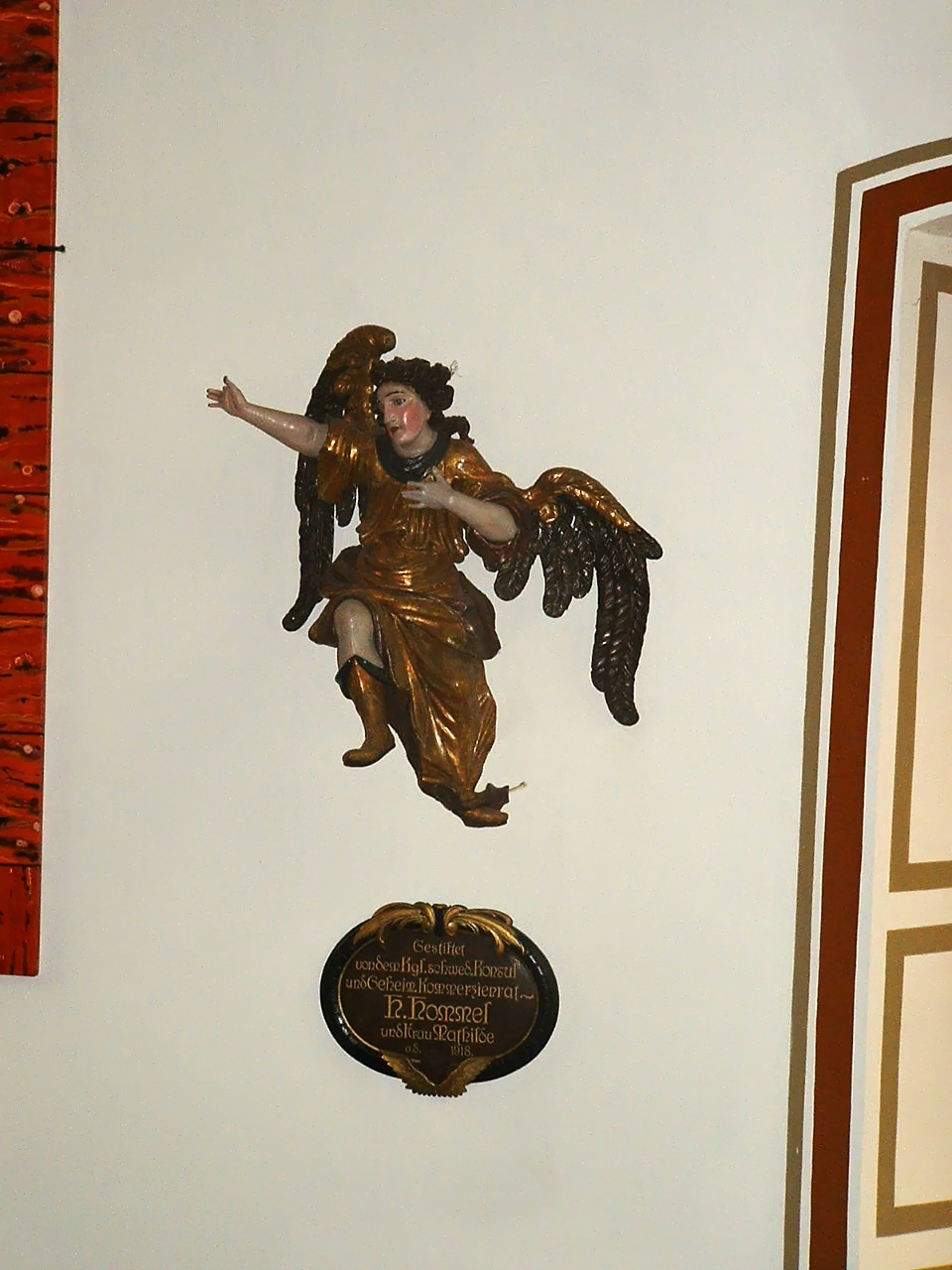
Engel

Die Kirche ist in exponierter Ortslage an einer zentralen Straßenkreuzung in der Wegegabelung Hauptstraße/Herrsteinerstraße 1912 an Stelle des abgebrannten Vorgängerbaus nach Plänen von August Senz in Formen des Jugendstils errichtet. Das Gebäude ist ein quergerichteter Saalbau mit hohem Westturm vor der Mitte der Traufseite, der den trichterförmigen Eingang mit eingestellten Säulen aufnimmt. Im Innern ist die Decke als Holztonne mit sichtbaren Hängesäulen und Spannriegeln ausgeführt. Die dreiflügelige Empore gibt den Blick frei zum Kanzelaltar an der Langseite, die über die großen Lünettenfenster an den abgewalmten Giebeln belichtet wird. Die ursprüngliche Farbigkeit der Holzteile ist erhalten geblieben. Wegen ihrer Formensprache und Ausstattung ist die Kirche ein bemerkenswertes Beispiel für den protestantischen Kirchenbau des frühen 20. Jahrhunderts und in seiner Ausführung vergleichbar mit den evangelischen Kirchenbauten in Hottenbach, Berglangenbach und Oberreidenbach.
Die Ausstattung stammt weitgehend aus der Erbauungszeit.

## Glocken
Die beiden Glocken der barocken Kirche sind beim Kirchenbrand geschmolzen. Von den drei Glocken der neuen Kirche wurde eine 1912 von Hausen-Saarburg gegossen, die anderen beiden wurden aus Oberkassel übernommen, 1865 von dem Kölner Gießer MerlJ  gegossen und mussten im Ersten Weltkrieg als Materialspende abgeliefert werden. Die nach dem Krieg 1920 neu gegossenen Glocken wurden am 5. Dezember 1920 eingeweiht. Alle Glocken wurden im Zweiten Weltkrieg zum Einschmelzen abtransportiert und kehrten anders als viele Glocken in der Umgebung nicht mehr zurück. Heute hängen im Turm Gussstahlglocken von 1950.

## Nutzung
Die Kirche wird heute von der Evangelischen Kirchengemeinde Schauren-Kempfeld-Bruchweiler verwaltet, die seit 1974 in dieser Form besteht. und ist seit 2011 mit der evangelischen Kirchengemeinde Wirschweiler-Allenbach-Sensweiler pfarramtlich verbunden. Zusammen sind sechs Kirchen und neun Predigtstellen in den beiden Kirchengemeinden zu bedienen. In Kempfeld wird (Stand 2015) etwa an drei Sonntagen im Monat und an den kirchlichen Festtagen ein Gottesdienst gefeiert.